# Замок Данлус

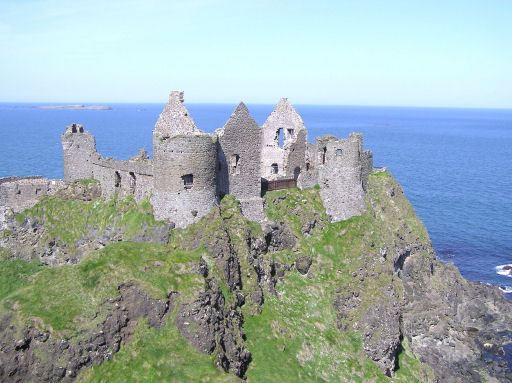
Замок Данлус.

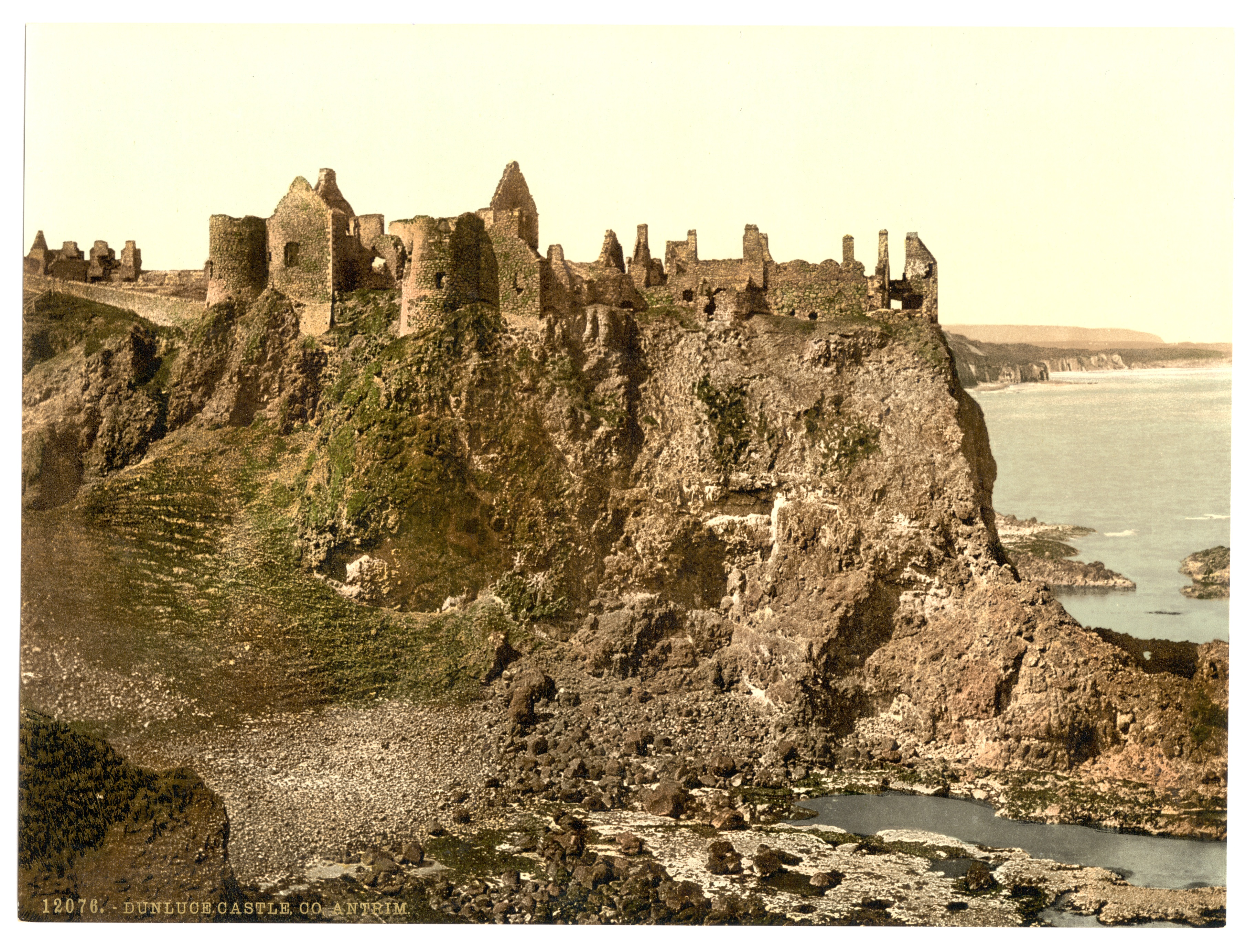
Замок Данлус в ХІХ столітті.

Замок Данлус (англ. Dunluce Castle, ірл. Dún Libhse) — замок Дун Лібсе — один із замків Ірландії, розташований в графстві Антрім, Північна Ірландія. Замок стоїть на базальтовій скелі між селищами Портбаллінтре та Портраш. Замок ізольований скелями і морем від «великої землі» з якою його сполучає міст. Замок оточений прямовисними скелями, що робить його неприступним. Це було важливо в давні часи, часи раннього християнства та нашестя вікінгів. Замок, що дійшов до нас був побудований на місці більш давньої фортеці стародавніх ірландців. Нині від замку лишилися вбогі руїни. Географічні координати замку: 55°12′41″N 6°34′45″W Замок Данлус знаходиться під опікою Агентства з навколишнього середовища Північної Ірландії.

## Історія замку Данлус
На місці нинішнього замку Данлус у давні часи та в епоху раннього середньовіччя стояла кельтська фортеця. Але від неї не лишилося майже ніяких слідів і нічого певного про неї невідомо. У ХІІІ столітті Річард Ог де Бург — ІІ граф Ольстеру побудував замок Данлус. У 1513 році замок був в руках ірландського клану Мак Квіллан. Найбільш давні споруди в замку, які дійшли до нас — це дві великі башти 30 футів в діаметрі на східній стороні замку, побудовані кланом Мак Квіллан після того, як його вожді стали лордами замку. Вожді клану Мак Квіллан були лордами замку з кінця ХІІІ століття по кінець XVI століття. Замок клан Мак Квіллан втратив після двох великих битв в кінці XVI століття. Замок захопив клан МакДонналл.
Замок Данлус довгий час був резиденцією вождів кланів МакДонналл Антрім та МакДональд Даннівег. Вождь клану Джон Мор МакДональд був другим сином Доброго Джона Островитянина — лорда Островів, VI вождя клану Дональд. Джон Мор МакДональд народився внаслідок другого шлюбу Джона Островитянина з принцесою Маргарет Стюарт, дочкою короля Шотландії Роберта ІІ. У 1584 році після смерті Джеймса МакДональда — VI вождя клану МакДональд Антрім та Даннівег землю Антрім Глен захопив Сорлі Бой МакДоннелл, один з його молодших братів. Сорлі Бой захопив замок, тримав його міцною рукою і розбудовував його в шотландському стилі. Сорлі Бой МакДоннелл присягнув на вірність королеві Англії Єлизаветі І. Його син — Рендал МакДоннелл став І графом Антрім під час правління короля Англії, Шотландії та Ірландії Джеймса І.
Чотири роки по тому корабель «Жирона» іспанської «Непереможної Армади» розбився на скелях поблизу замку. З розбитого корабля були зняті гармати і встановлені в замку. Вантаж з корабля був проданий і кошти були використані для розбудови і укріплення замку. Онучка Рендала МакДоннелла — Роуз МакДоннелл народилася в замку Данлус у 1613 році.
Місцева легенда говорить, що якось частина скелі, на якій стояв замок завалилася в море. І разом зі скелею в море впала частина кухні замку. Тоді дружина володаря замку відмовилась в замку жити. Під час цього обвалу кухарі загинули, вижив тільки хлопчик, що сидів в кутку на кухні. Проте, сумнівно, що ці події мали місце: кухня замку стоїть ціла і неушкоджена. Хоча в XVIII столітті справді був обвал і північна стіна і будівлі резиденції впали в море. Але південні, західні і східні стіни досі стоять.
Замок Данлус служив резиденцією графа Антрім до часу зубожіння клану МакДоннелл у 1690 році після битви на річці Бойн. З того часу замок занепав, почав руйнуватися, потім був покинутий і частини замку розбиралися на будівельні матеріали.
У 2011 році великі археологічні розкопки виявили значні залишки «втраченого міста Данлус», що було стерте з лиця землі під час придушення Ірландського повстання 1641 року військами Олівера Кромвеля.
Місто лежало поруч біля замку Данлус, було збудоване у 1608 році Рендаллом МакДоннеллом — І графом Антрім. Це було для свого часу найпрогресивніше місто. Місто було збудоване за єдиним планом, вулиці складали геометричну сітку, в місті був водогін і каналізація — що було рідкістю в тогочасній Європі. Поки що археологи розкопали тільки 5 % міста, 95 % ще належить дослідити.

## Замок Данлус в мистецтві
- Замок Данлус оспівав у симфонічній поемі «Данлус» ірландський композитор Норман Хай у 1921 році.
- Замок Данлус був джерелом натхнення для Кера Паравела в «Хроніках Нарнії» (1950-54).
- Рон Муді загрожував Джеку Вілду та Хелен Рей в замку Данлус в фільмі «Політ голубів» (1971).
- У 1973 році замок Данлус був на обкладинці альбому групи «Led Zeppelin» — альбому «Будинки Святого».
- У 1984 році Гері Мур зняв фільм «Смарагдовий острів», в якому він відвідує замок Данлус, і розповідає про історію замку.
- Замок оспівується в пісні 1990-х років, що називається «Замок Данлус», написана Джорджем Мілларом. Пісню виконувала група «Айріш Роверс».
- Замок згадується і на короткий час з'являється в епізоді фільму 1994 року Майкл Пеліна «Велика подорож залізницею».
- Замок Данлус фігурує на обкладинці альбому «Глазго п'ятниця» (2008) американського музиканта Джендека.